# خورشیدگرفتگی ۲۱ مارس ۲۰۸۰
خورشیدگرفتگی ۲۱ مارس ۲۰۸۰ (به انگلیسی: Solar eclipse of March 21, 2080) یک خورشیدگرفتگی از نوع خورشیدگرفتگی جزئی است. این خورشیدگرفتگی در تاریخ ۲۱ مارس ۲۰۸۰ میلادی (‎۲ فروردین ۱۴۵۹ خورشیدی) روی خواهد داد که زمان اوج آن، ساعت ۱۲:۲۰:۱۵ به‌وقت ساعت هماهنگ جهانی است.